# Black Jazz Records
Black Jazz Records war ein in den 1970er Jahren bestehendes, unabhängiges amerikanisches Plattenlabel.

## Tätigkeit
Black Jazz Records wurde 1971 von dem Pianisten Gene Russell (1932–1981) und Dick Schoryl gegründet. Bei Black Jazz erschienen Aufnahmen aus den Bereichen Funk, Free Jazz und Soul Jazz, u. a. von The Awakening, Calvin Keys, Walter Bishop junior, Henry Franklin, Doug Carn, Jean Carn, Cleveland Eaton, Kellee Paterson, Chester Thompson und Rudolph Johnson. Nach dem Tod Russells endeten die Aktivitäten des Labels, dessen Katalog Anfang der 1990er Jahre von James Hardge erworben wurde. Dieser hatte 1993 in Atlanta, Georgia das Label Red Beans and Rice Records gegründet und veröffentlichte die Black Jazz-Aufnahmen erneut auf Vinyl und als Compact Disc. 2001 wurde es kurzzeitig für ein Album von Doug Carn, der in den 1970er Jahren, meist mit seiner Ehefrau Jean Carn als Sängerin, eine Reihe erfolgreicher Alben des Labels schuf, wiederbelebt. Seine Musik erlebte damals unter dem Schlagwort Spiritual Jazz ein Revival.

## Diskografie
| Nummer | Musiker            | Titel                     | Jahr |
| ------ | ------------------ | ------------------------- | ---- |
| 1      | Gene Russell       | New Direction             | 1971 |
| 2      | Walter Bishop, Jr. | Coral Keys                | 1971 |
| 3      | Doug Carn          | Infant Eyes               | 1971 |
| 4      | Rudolph Johnson    | Spring Rain               | 1971 |
| 5      | Calvin Keys        | Shawn-Neeq                | 1971 |
| 6      | Chester Thompson   | Powerhouse                | 1971 |
| 7      | Henry Franklin     | The Skipper               | 1971 |
| 8      | Doug Carn          | Spirit of the New Land    | 1972 |
| 9      | The Awakening      | Hear, Sense and Feel      | 1972 |
| 10     | Gene Russell       | Talk to My Lady           | 1973 |
| 11     | Rudolph Johnson    | The Second Coming         | 1973 |
| 12     | Kellee Patterson   | Maiden Voyage             | 1974 |
| 13     | Walter Bishop, Jr. | Keeper of My Soul         | 1973 |
| 14     | The Awakening      | Mirage                    | 1973 |
| 15     | Doug Carn          | Revelation                | 1973 |
| 16     | Henry Franklin     | The Skipper at Home       | 1974 |
| 17     | Calvin Keys        | Proceed with Caution!     | 1974 |
| 18     | Roland Haynes      | The Second Wave           | 1974 |
| 19     | Cleveland Eaton    | Plenty Good Eaton         | 1975 |
| 20     | Doug Carn          | Adams Apple               | 1973 |
| 21     | Doug Carn          | New Incentive: Firm Roots | 2001 |